# Seznam enot nepremične kulturne dediščine v Občini Vrhnika
Seznam enot nepremične kulturne dediščine v Občini Vrhnika.

## Seznam
| Slika | Ime                           | Evidenčna številka | Kraj          | Leto razglasitve | Vrsta spomenika  | Tip spomenika                      | Časovna uvrstitev                                         |
| ----- | ----------------------------- | ------------------ | ------------- | ---------------- | ---------------- | ---------------------------------- | --------------------------------------------------------- |
|       | območje samostana Bistra      | 8775               | Bistra        | 1999             | državnega pomena | sakralno profana stavbna dediščina |                                                           |
|       | samostan Bistra               | 15                 | Bistra        | 1999             | državnega pomena | sakralno profana stavbna dediščina | 1260, 1382, 1402, 16. stol., 1670, 1782, 1826, 1955       |
|       | cerkev sv. Miklavža           | 914                | Stara Vrhnika | 1988             | lokalnega pomena | sakralna stavbna dediščina         | 15. stol., 1526, 17. stol., prelom 18. stol. in 19. stol. |
|       | spominska hiša Ivana Cankarja | 848                | Vrhnika       | 1951             | neznano          | profana stavbna dediščina          | 1879, 1880, 1930, 1948, 1965                              |